# Cupania macrostylis
Cupania macrostylis är en kinesträdsväxtart som först beskrevs av Ludwig Radlkofer, och fick sitt nu gällande namn av Acev.-rodr.. Cupania macrostylis ingår i släktet Cupania och familjen kinesträdsväxter. Inga underarter finns listade i Catalogue of Life.